# Poludňový grúň
Poludňový grúň (pol. Południowy Groń; 1460 m) – szczyt w grupie górskiej Małej Fatry w Centralnych Karpatach Zachodnich na Słowacji.
Poludňový grúň leży w głównym grzbiecie tzw. krywańskiej części Małej Fatry, wybrzuszającym się tu w kierunku północno-zachodnim, pomiędzy Stenami na południu a Stohem na wschodzie. Od szczytu Południowego Gronia w kierunku północno-zachodnim odchodzi masywny grzbiet, opadający poprzez Grúň (989 m) i Veľky kopec (739 m) do centrum Vrátnej doliny, w widły Vrátňanki i Stohovego potoku. Poludňový grúň wznosi się nad trzema dolinami: Nová dolina, Stará dolina (odnogi Vrátnej doliny) oraz Šútovská dolina
Wylesione północno-zachodnie stoki Południowego Gronia są najpopularniejszym terenem narciarstwa zjazdowego we Vratnej, dostępnym systemem kolei krzesełkowych i wyciągów orczykowych ze Starej doliny (z miejsca o nazwie Starý dvor). Bezleśny, pokryty halami jest również wierzchołek i obydwa grzbiety znajdujące się w głównej grani Małej Fatry. Dzięki temu z wiodącego nimi szlaku turystycznego rozciąga się szeroka panorama widokowa.
Na szczycie krzyżują się dwa szlaki turystyczne; czerwony (odcinek międzynarodowego szlaku pieszego E 3) i żółty. Przy żółtym, na przełęczy pomiędzy szczytami Poludňový grúň i Grúň znajduje się schronisko Chata na Grúni.

## Szlaki turystyczne
Vrátna – Chata na Grúni – Poludňový grúň. Czas przejścia: 2h, ↓ 1.30 h
  Snilovské sedlo – Chleb – Hromové – Steny –  Poludňový grúň. Czas przejścia: 1.35 h, ↓ 1.50 h
  Poludňový grúň – Stohové sedlo – Stoh. Czas przejścia: 1.15 h, ↓ 1.15 h

## Galeria

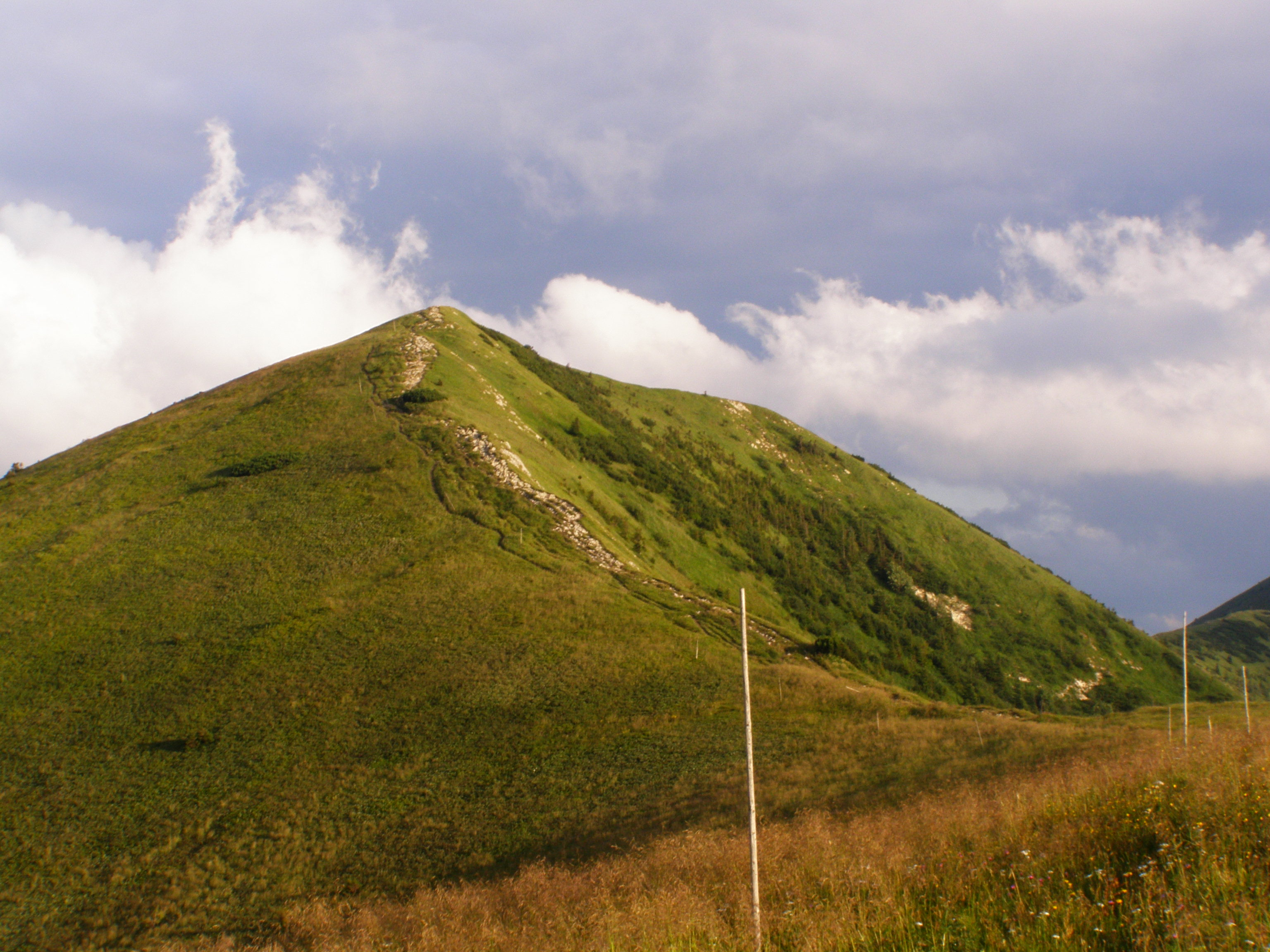
Poludňový grúň
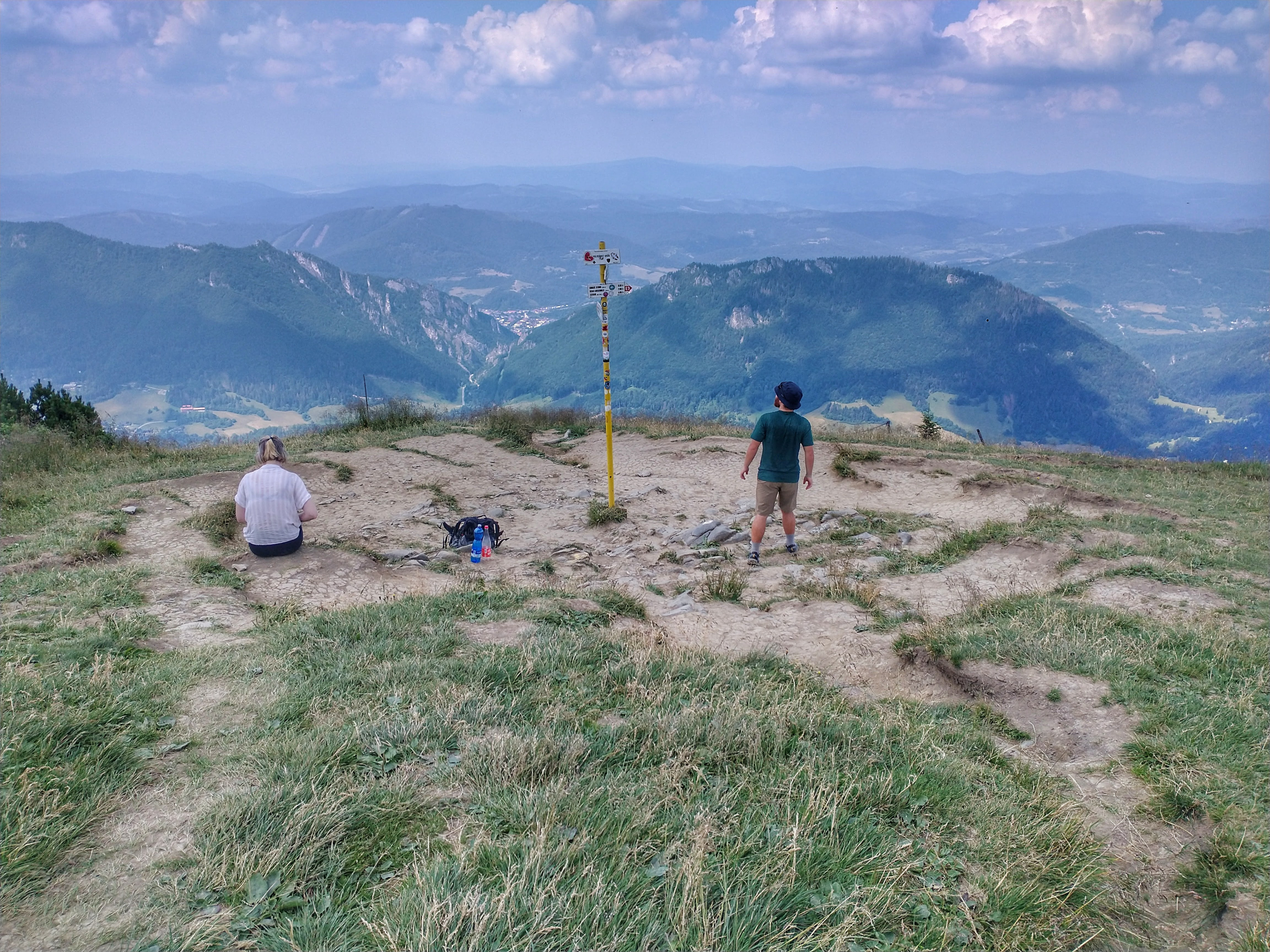
Polana szczytowa, węzeł szlaków